# Place de la Carrière
Place de la Carrière è una piazza nel centro storico di Nancy, costruita nel XVI secolo.

## Posizione e accesso
La piazza si trova nel prolungamento della famosa Place Stanislas, dalla quale è separata solo dall'Arco Héré e dalla rue Héré. Appartiene a questo complesso urbano classico tra cui anche Place Stanislas e Place d'Alliance, che è stato iscritto nella lista dei Patrimoni dell'umanità nel 1983.

## Origine del nome
Il suo nome deriva dal fatto che, in passato, era il luogo in cui si svolgevano le gare, i tornei, i giochi degli anelli e altri esercizi cavallereschi.

## Storia
La Place Neuve de la Carrière venne creata nel XVI secolo, quando le fortificazioni della città medievale vennero ampliate e la nobiltà di Nancy vi fece costruire i propri Hôtel particulier. Dalla sua creazione divenne il luogo di tornei, giochi e altre attività equestri. Una fedele incisione di questa piazza di epoca rinascimentale, opera di Jacques Callot, si trova nel Museo della Lorena a Nancy.
Dalla fine del XVI secolo, gli occupanti francesi crearono una breccia nei bastioni, la Porte Royale, per creare un asse di comunicazione verso la nuova città costruita a sud, fuori dai bastioni. A nord c'era un'ala del palazzo dei duchi di Lorena, ala distrutta dal duca Leopoldo che voleva costruire un nuovo Louvre che non venne mai completato. A sud-est, all'inizio del XVIII secolo, venne costruito l'Hotel di Beauvau-Craon, attualmente corte d'appello, opera di Germain Boffrand.

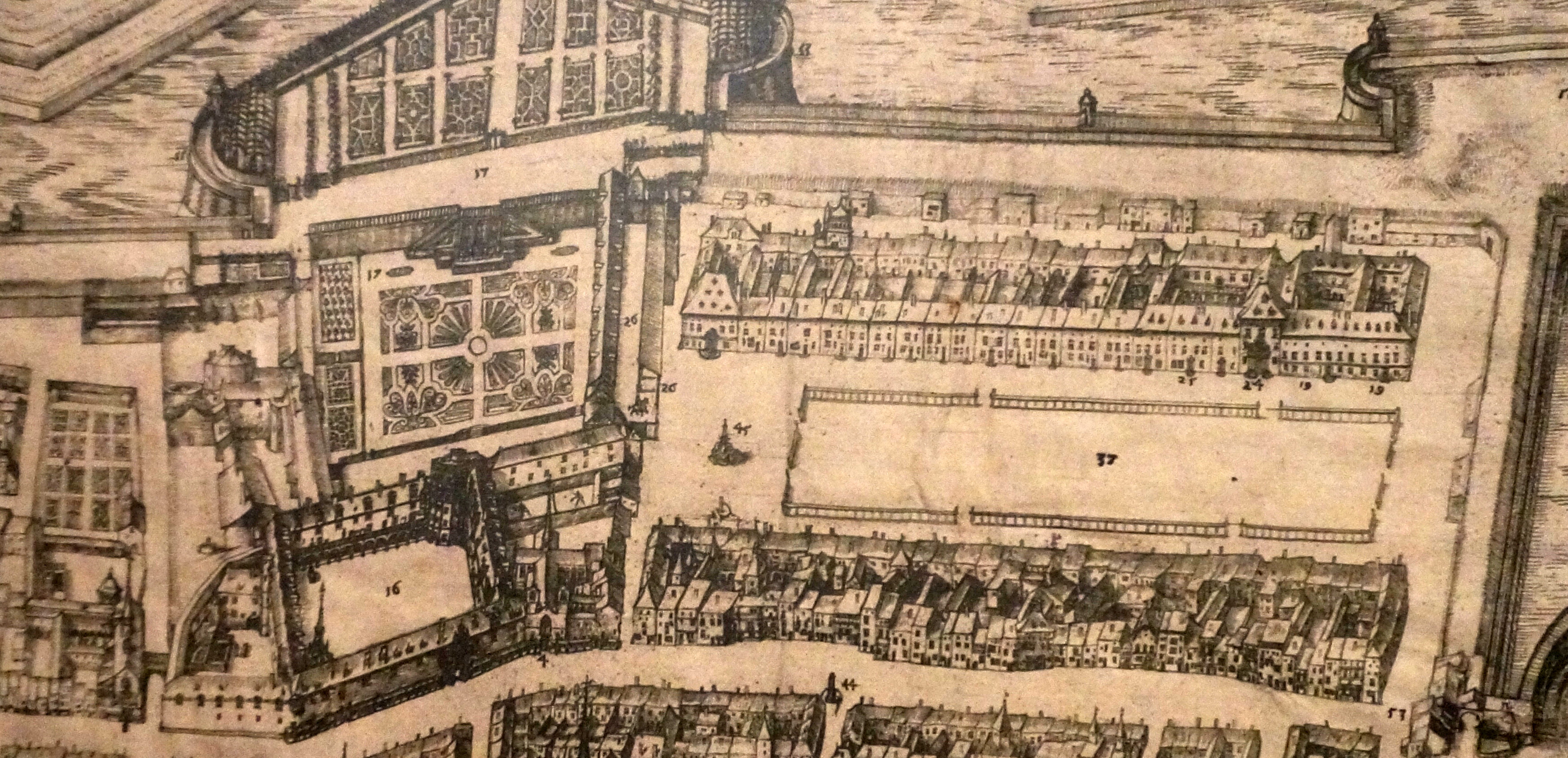
Il luogo prima della creazione di piazza Stanislas.

Stanislas Leszczynski, da poco duca di Lorena, aveva deciso di riunire la città vecchia con quella nuova riutilizzando la Carrière, la Porte Royale e una vasta spianata che sarebbe diventata Place Stanislas. A nord, sulle rovine incompiute del nuovo Louvre di Leopold, venne costruito il Palazzo dell'Intendance (attuale Palazzo del Governo) circondato da un grande colonnato semicircolare decorato con statue e busti di divinità dell'Olimpo, delimitato da due palazzi che si allineano con quelli rinascimentali, l'Hôtel Héré e l'Hôtel de Morvilliers, il suo simmetrico, chiamato anche Hôtel Guerrier de Dumast. Il Palazzo del Governo, in riferimento al governo francese che de facto gestì la Lorena sotto il regno di Stanislas Leszczynski, è spesso chiamato a torto "Palazzo del Governatore", in memoria del governatore militare di Nancy che occupò questo edificio dalla metà del XIX alla fine del XX secolo.
Lungo Carrière, sui lati est e ovest, le facciate dei palazzi rinascimentali che delimitano la piazza vennero unificate da Emmanuel Héré in stile classico. A sud, la Porte Royale è ricostruita in un arco di trionfo. A sud-ovest, anche per motivi di simmetria classica, venne costruita la Bourse des Marchands ,, attuale sede del tribunale amministrativo di Nancy. L'edificio è una replica dell'Hôtel de Beauvau-Craon che lo fronteggia. Al centro si trova una piacevole spianata, delimitata da aranci (oggi tigli), vasi rupestri dovuti alle forbici di Mesny e Lépy, e agli angoli sono disposte quattro fontane che rappresentano gruppi di bambini.
Si chiamava "rue Neuve" nel 1551, "rue de la Carrière" nel 1573, "rue Neuve de la Carrière" nel 1600, "place de la Carrière" nel 1764, "place de la République Démocratique" nel 1793, "Rue de la Carrière” nel 1839, poi “place de la Carrière”, “place de la Préfecture”, “place du Palais”, prima di prendere il nome definitivo.

### Patrimonio mondiale

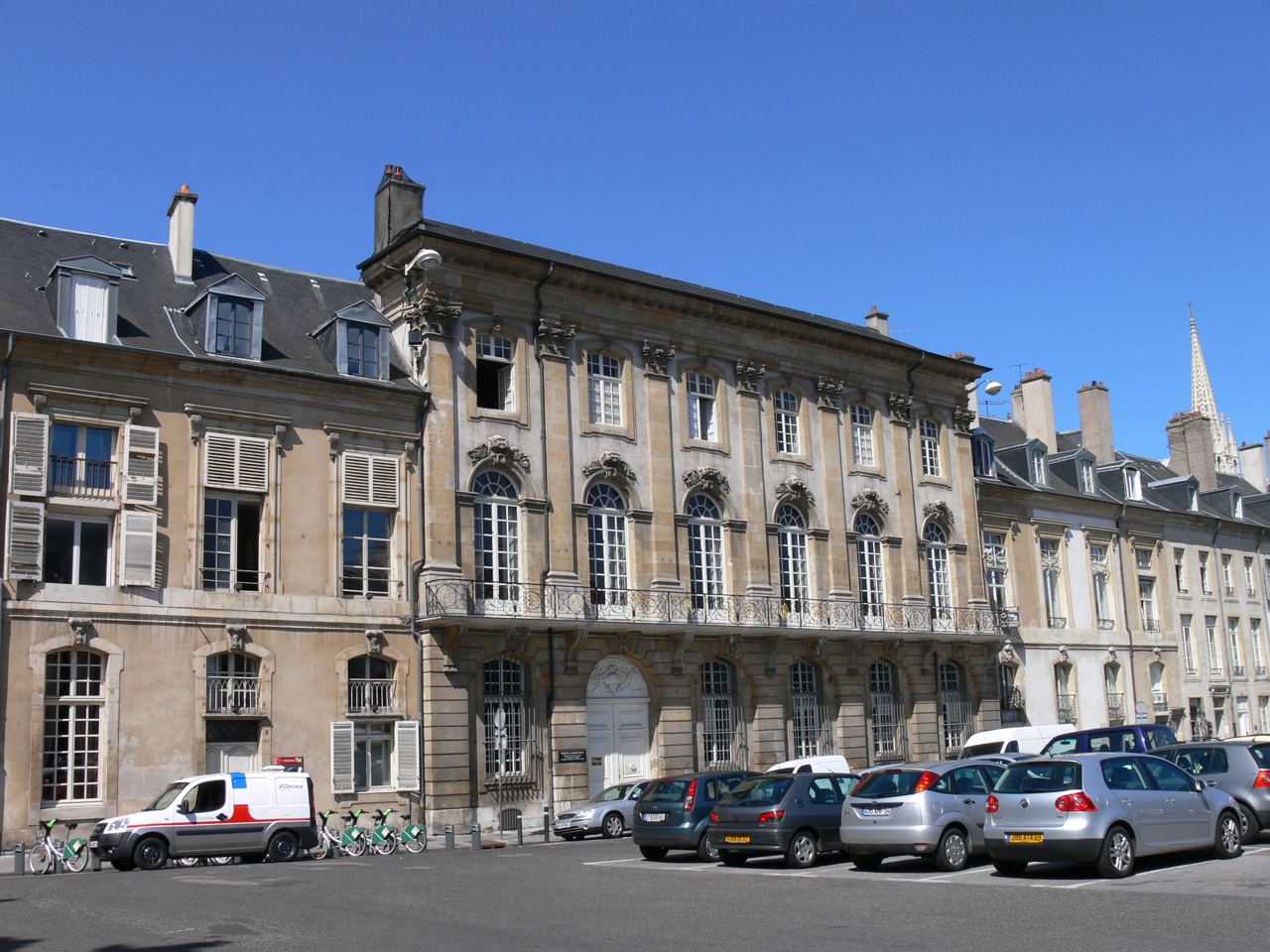
L'antica Bouse de Merchants
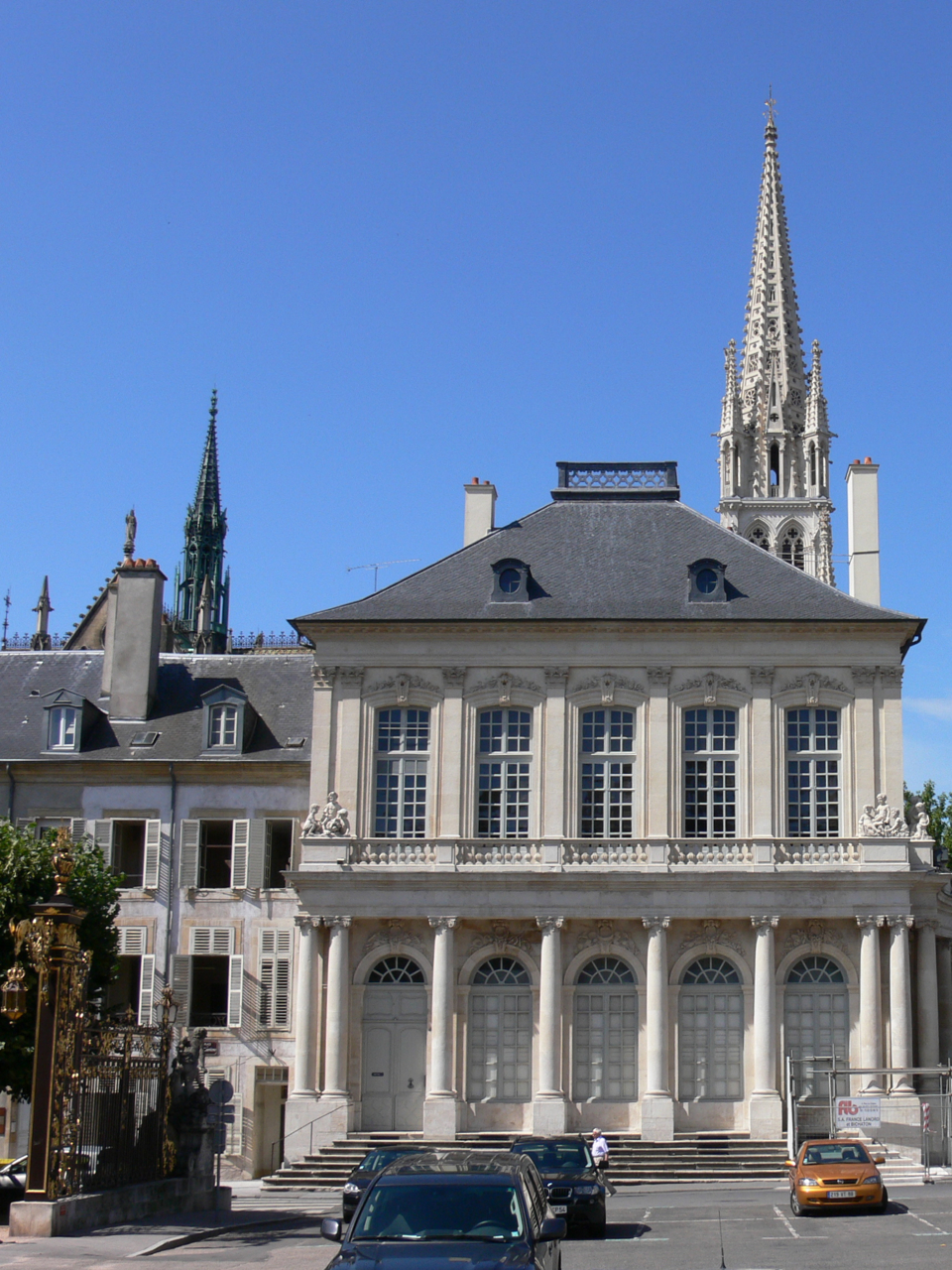
Padiglione Héré
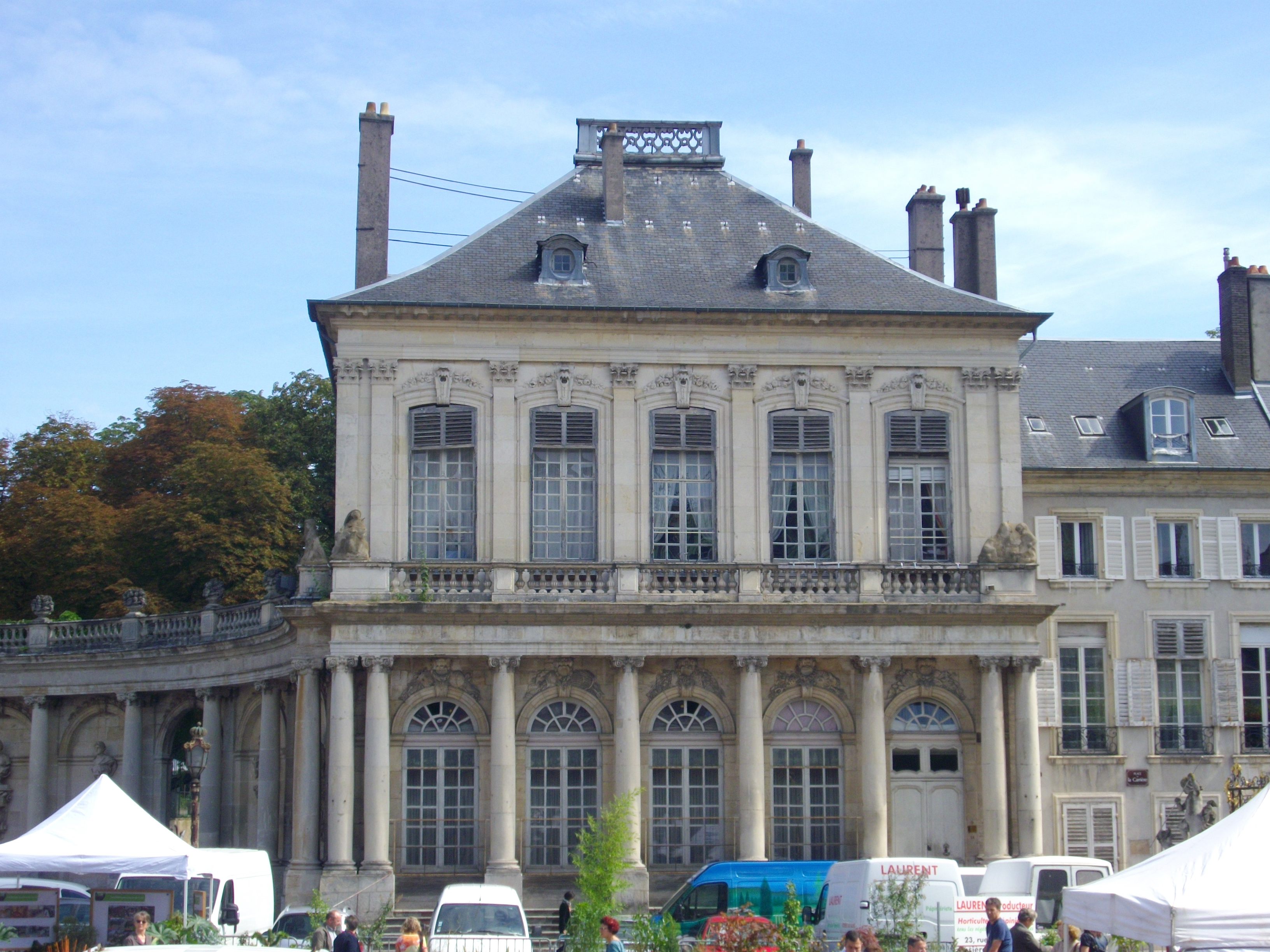
L'hotel Morvilliers, il pendio orientale del padiglione Héré
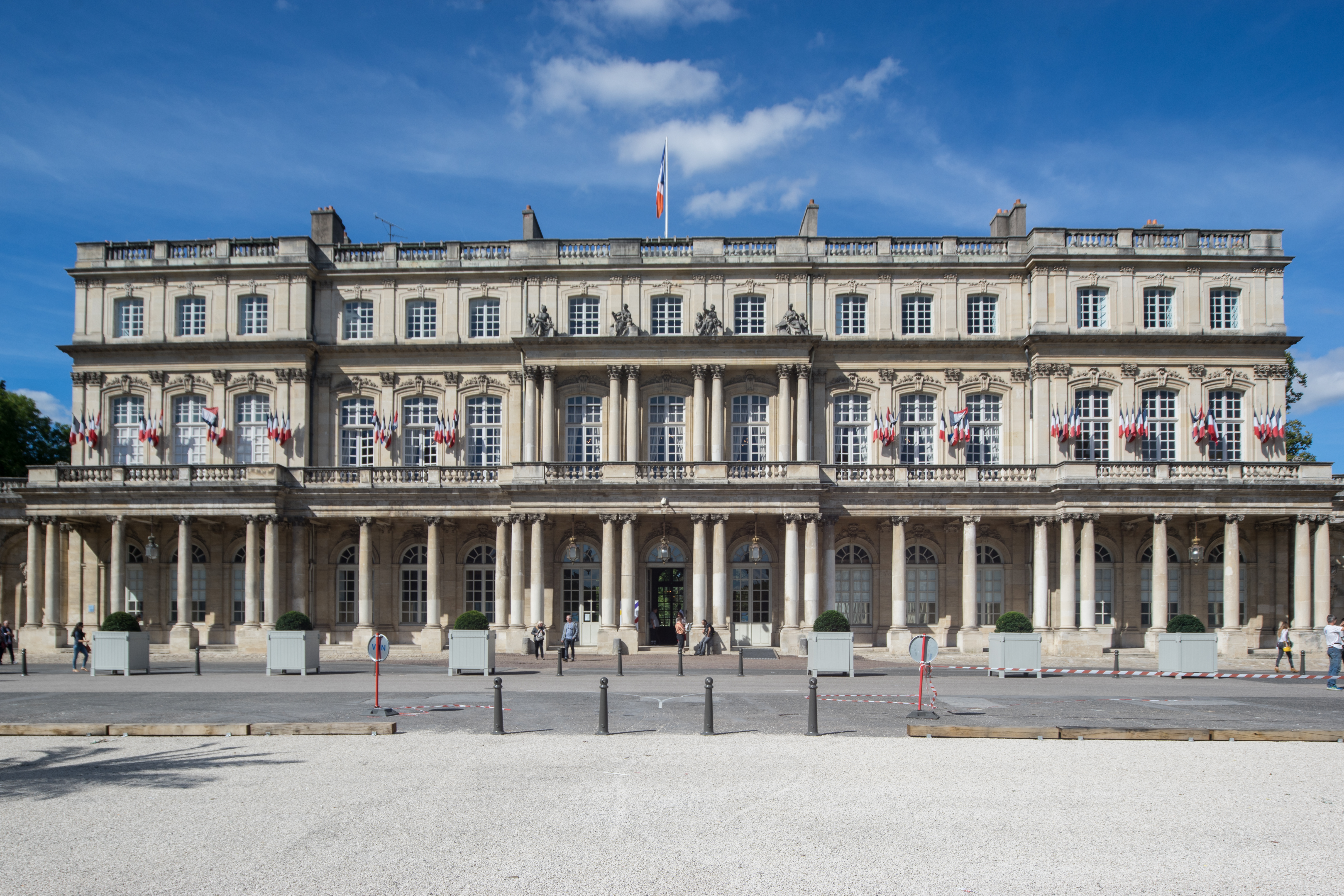
Palais du gouvernement de Nancy
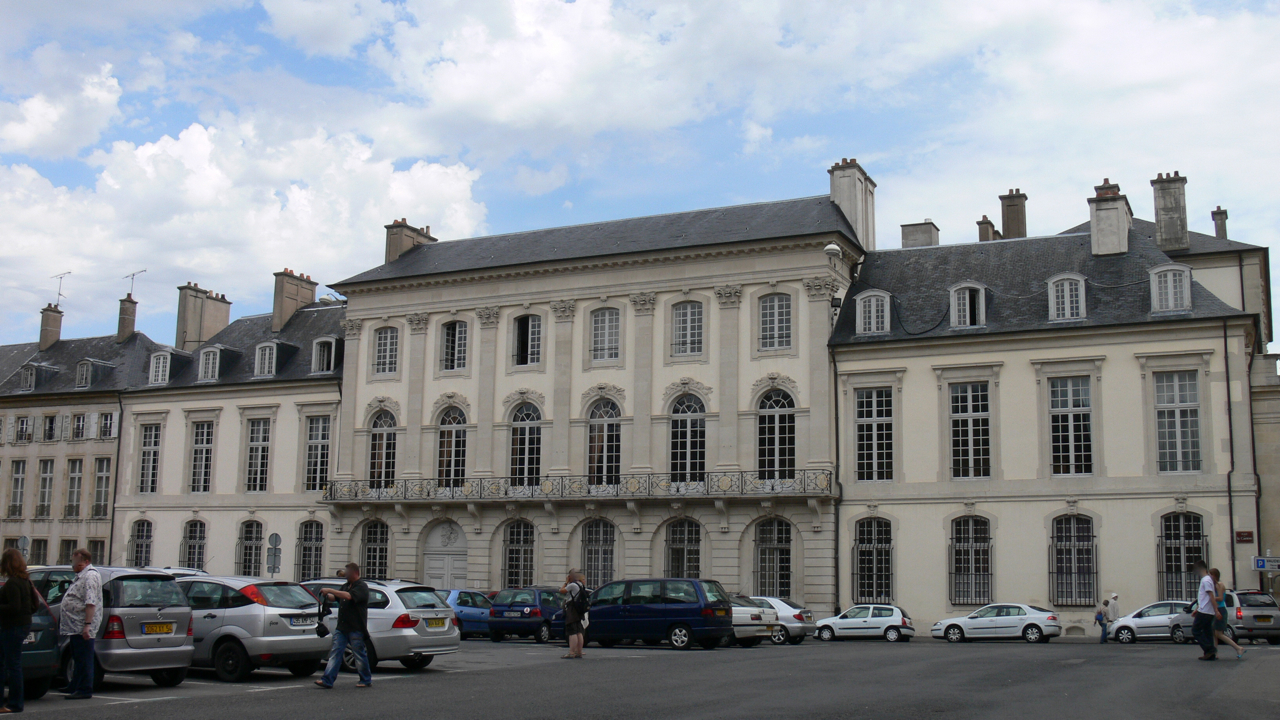
Hôtel de Beauvau-Craon
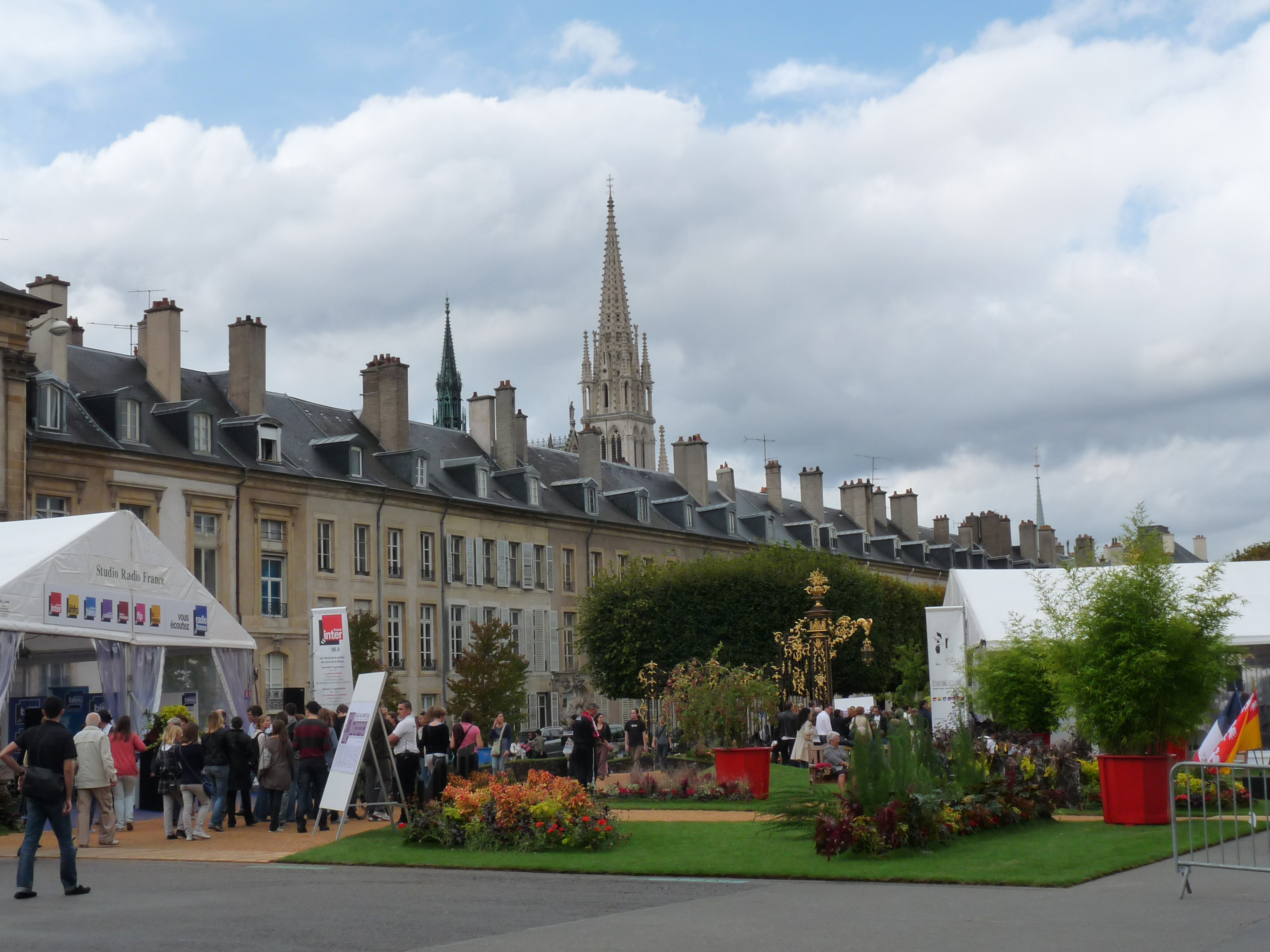
Fiera del libro nel 2011